# Wilhelmine Moik

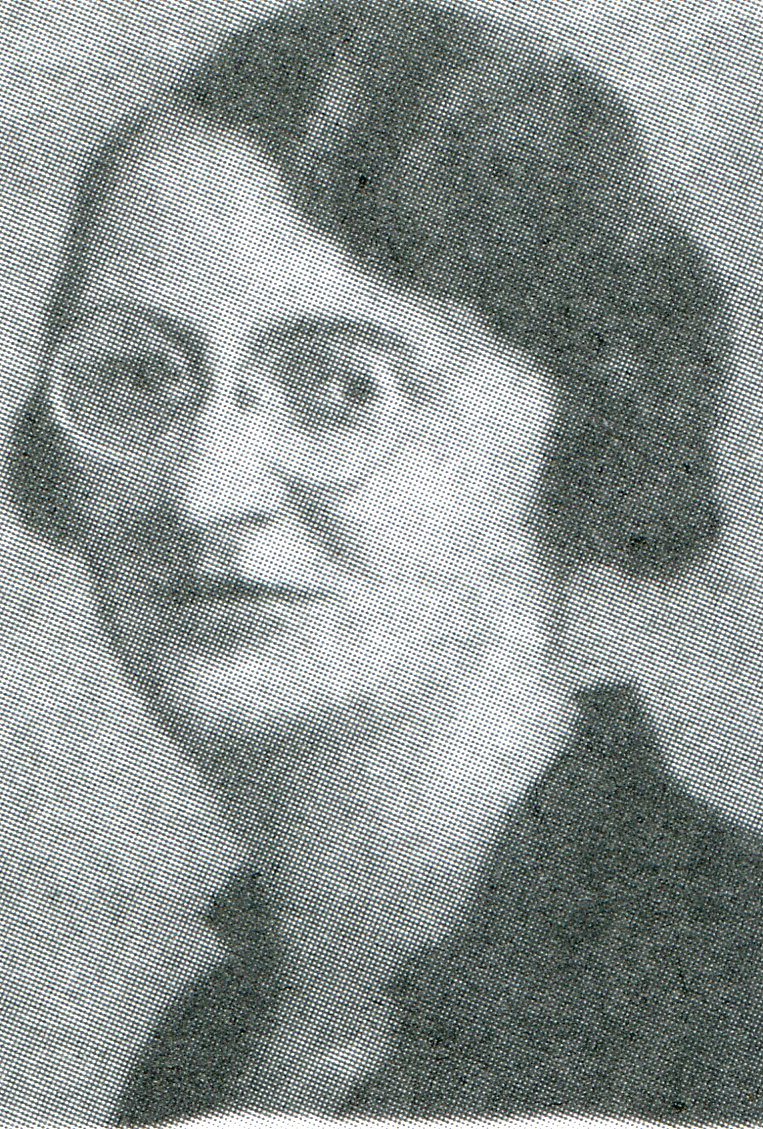
Wilhelmine Moik als Wiener Gemeinderätin 1932

Wilhelmine Moik (* 26. September 1894 in Wien; † 12. Januar 1970 in Bad Vöslau, Niederösterreich) war eine österreichische Politikerin.

## Leben
Wilhelmine Moik wuchs als eines von insgesamt sieben Kindern eines Werkzeugmachers und einer Schneiderin im Wiener Gemeindebezirk Ottakring heran. Im Alter von 17 Jahren musste sie 1911 infolge eines Lungenspitzenkatarrhs mehrere Monate in Sanatorien verbringen und lernte erst jetzt Lesen. Nur einen Tag nach ihrem 18. Geburtstag, am 27. September 1912, trat sie der Sozialdemokratischen Arbeiterpartei (SDAP) bei. 1916 wurde sie Mitarbeiterin von Anna Boschek, der ersten Gewerkschafterin im Parlament, und engagierte sich in weiterer Folge für Belange der Frauen in Gewerkschaft und Gesellschaft. 1927 wurde sie zur Frauensekretärin des Bundes der Freien Gewerkschaften gewählt.
1932 bis 1934 war Moik Abgeordnete der SDAP im Wiener Gemeinderat und arbeitete auch eng mit der Arbeiterkammer sowie mit der Leiterin des dortigen Frauenreferats, Käthe Leichter, zusammen, die 1942 im KZ Ravensbrück ermordet wurde.
Nachdem im Februar 1934 die SDAP verboten worden war, engagierte sich Moik im Untergrund für die Anliegen ihrer Partei sowie der Sozialistischen Arbeiterhilfe, über deren Kanäle sie illegale Sozialdemokraten mit Geld, Nahrung und Kleidung versorgte. Wegen ihrer Aktivitäten wurde Moik immer wieder von der Polizei im Ständestaat verhaftet, so zuletzt im Juli 1938 bereits von der Geheimen Staatspolizei. Im selben Jahr tagte zum ersten Mal die Sitzung des Volksgerichtshofs auch in Österreich. Wilhelmine Moik wurde zu zwei Jahren Zuchthaus verurteilt. Nach ihrer Freilassung im Jahr 1941 fand sie Arbeit als Stenotypistin in einer Wiener Versicherung.
Nach dem Krieg, im November 1945, wurde Moik als Abgeordnete der SPÖ in den Nationalrat gewählt, dem sie von Dezember 1945 bis Dezember 1962 angehörte. Hier engagierte sie sich vor allem für die Anliegen der Frauen, aber auch für soziale Belange. So gehen 1955 das Allgemeine Sozialversicherungsgesetz, aber auch zwei Jahre später, 1957, das Mutterschutzgesetz auf Moiks Initiativen zurück. Von 1948 bis 1963 war sie zudem Vorsitzende der Wiener SPÖ-Frauen.
Wilhelmine Moik, die nie geheiratet und auch keine Kinder hatte, starb im Alter von 75 Jahren in Bad Vöslau. Sie wurde am Ottakringer Friedhof bestattet.

## Ehrungen
- Großes Silbernes Ehrenzeichen für Verdienste um die Republik Österreich
- Johann-Böhm-Plakette
- Benennung des Wilhelmine-Moik-Platzes in Wien-Leopoldstadt (2009)